# Bernardino Campi

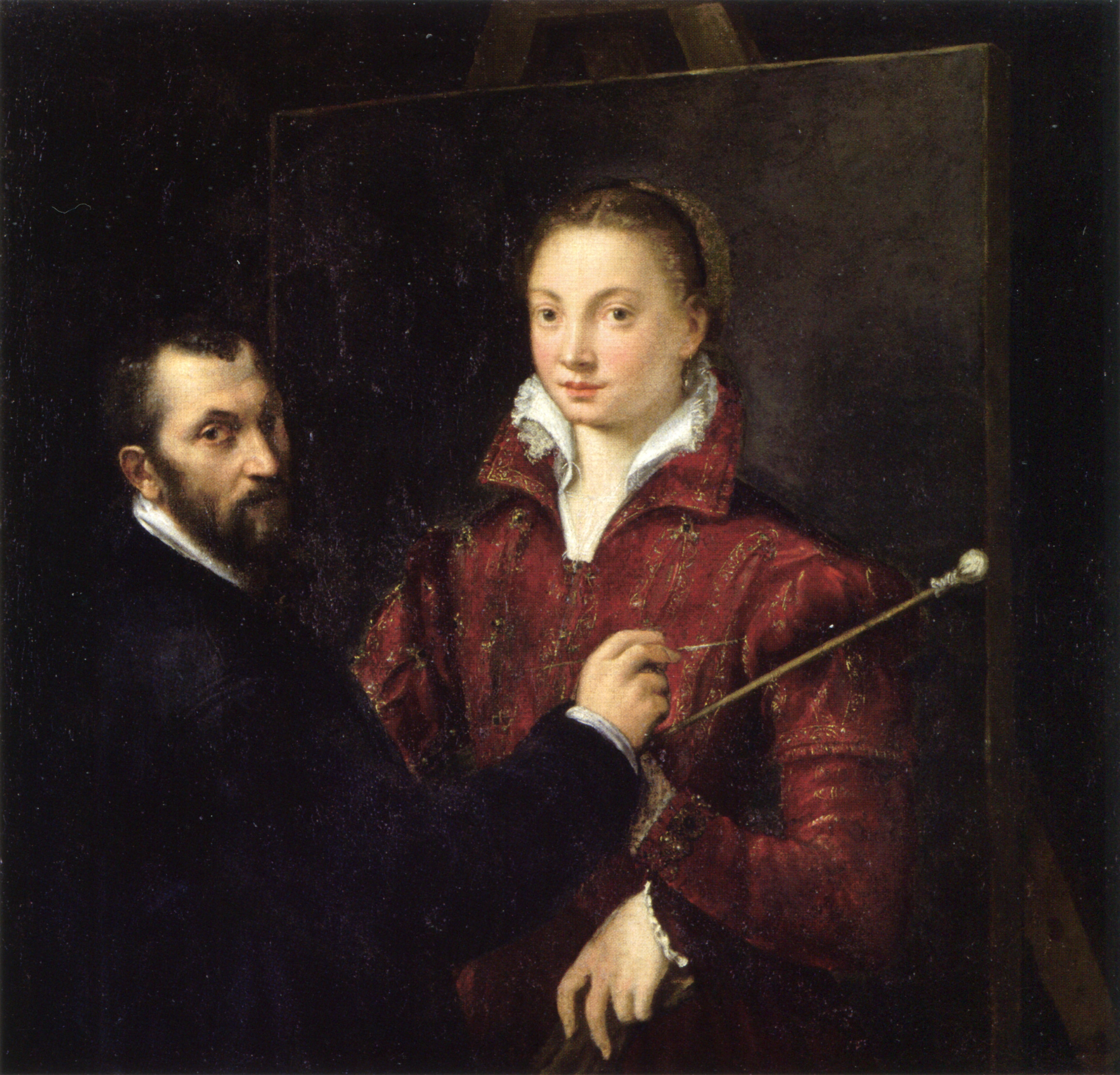
Dipinto di Sofonisba Anguissola Bernardino Campi ritrae Sofonisba Anguissola, 1559

Bernardino Campi (Cremona, 1522 – Reggio Emilia, 18 agosto 1591) è stato un pittore italiano.

## Biografia
Formatosi in area mantovana (suo maestro fu Ippolito Costa, figlio di Lorenzo Costa) e non imparentato con i cremonesi Giulio Campi e Antonio Campi, Bernardino Campi è uno dei più caratteristici esponenti del Manierismo nell'Italia settentrionale.
Il suo esordio cremonese, gli affreschi della chiesa dei Santi Filippo e Giacomo, mostra come i fondamenti della sua arte siano da ricercare nel manierismo lucido, elegante e sofisticato del Parmigianino. Dopo aver affrescato la cappella del Sacramento nella chiesa dei Santi Fermo e Rustico di Caravaggio, nel 1550 Bernardino Campi si trasferì a Milano alla corte di Ferrante I Gonzaga, dove esporta le novità del manierismo in una scuola pittorica ancora attardata nell'imitazione dello stile di Leonardo e Gaudenzio Ferrari.
A Milano si fece conoscere come ritrattista e come facile decoratore, attirando nella sua orbita giovani artisti locali (come Giovan Paolo Lomazzo e Giuseppe Meda) con cui, in un momento successivo, romperà i rapporti. In questi anni milanesi esegue anche diverse pale d'altare, come la Madonna e Santi in Sant'Antonio Abate e quella di San Fedele (entrambe 1565), la Presentazione per la Chiesa Nuova di Caronno Pertusella (eseguita in concomitanza di un ciclo di affreschi di Giovan Paolo Lomazzo, 1565-1566) senza mancare di ottemperare a commissioni cremonesi, come la bella pala con le Sante Cecilia e Caterina per la chiesa di San Sigismondo (1566) per la quale pure realizzò il disegno della monumentale cassa dell'organo.
Nel 1566 partecipò al concorso per il Gonfalone di Milano, in concorrenza con l'ormai ex allievo Giuseppe Meda; la vittoria toccò, tra mille polemiche, proprio a quest'ultimo, così come per la commissione delle ante d'organo del Duomo di Milano.
Nel 1570 eseguì l'affresco della cupola della stessa chiesa lavorando contemporaneamente ad un gruppo di tele per il Duomo di Cremona, infine nel 1572 dipinse un'Annunciazione per la Chiesa dei Santi Omobono ed Egidio.
Successivamente, dopo aver decorato l'oratorio certosino di San Colombano al Lambro (che dipendeva dalla certosa di Pavia), negli anni tra il 1582 e il 1584 Campi lavorò per Vespasiano Gonzaga affrescando alcune sale del Palazzo Ducale di Sabbioneta e dipinse anche due pale d'altare raffiguranti una deposizione e una Adorazione dei Magi presso il Santuario di Santa Maria della Croce a Crema. e successivamente a Guastalla, sempre per un altro ramo della famiglia Gonzaga. Tornò poi a Reggio Emilia per affrescare la chiesa di San Prospero.
Tra i suoi allievi si ricordano Andrea Mainardi e Sofonisba Anguissola (pittrice).

## Galleria d'immagini

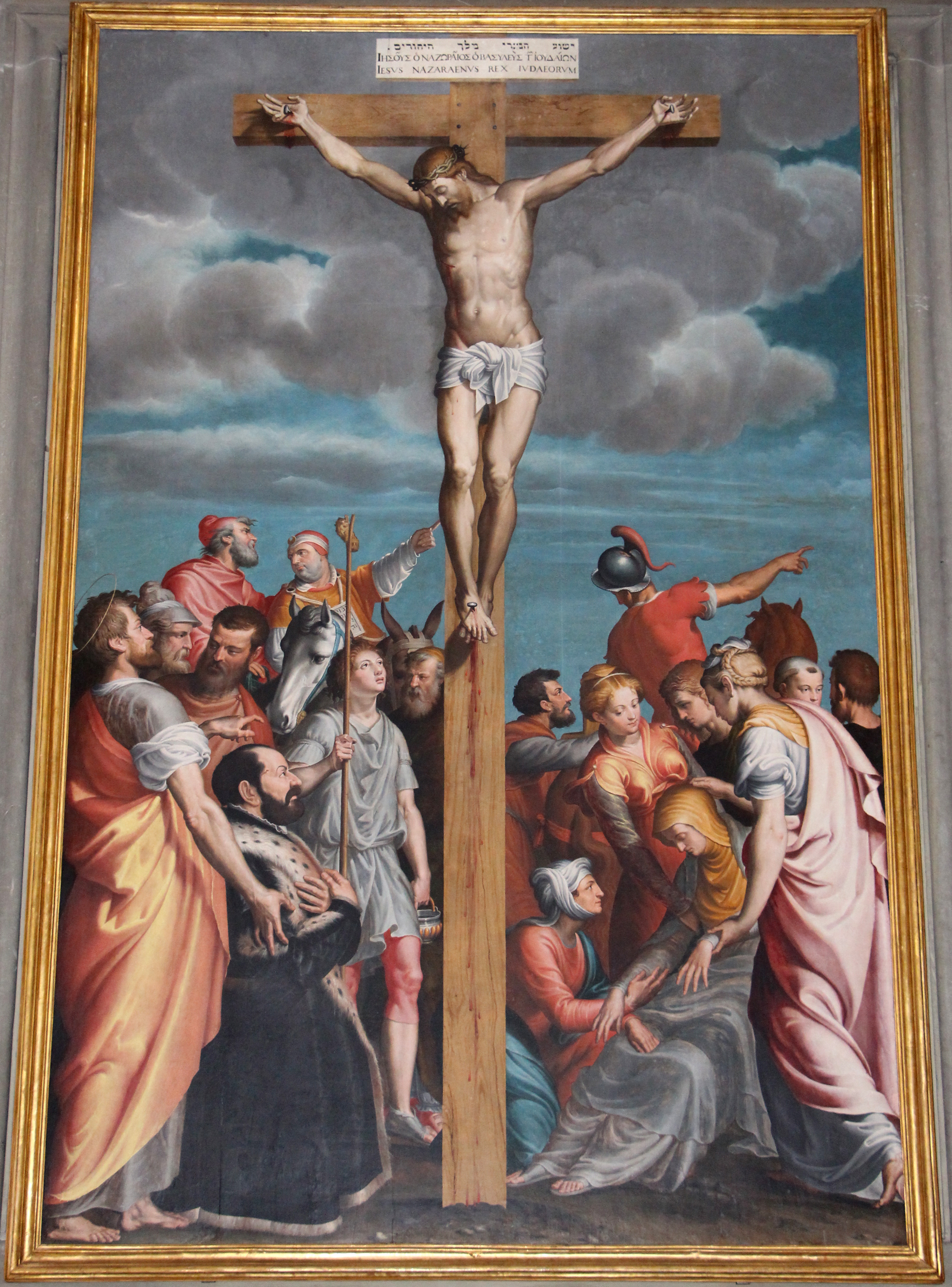
Crocifissione, 1550-1570
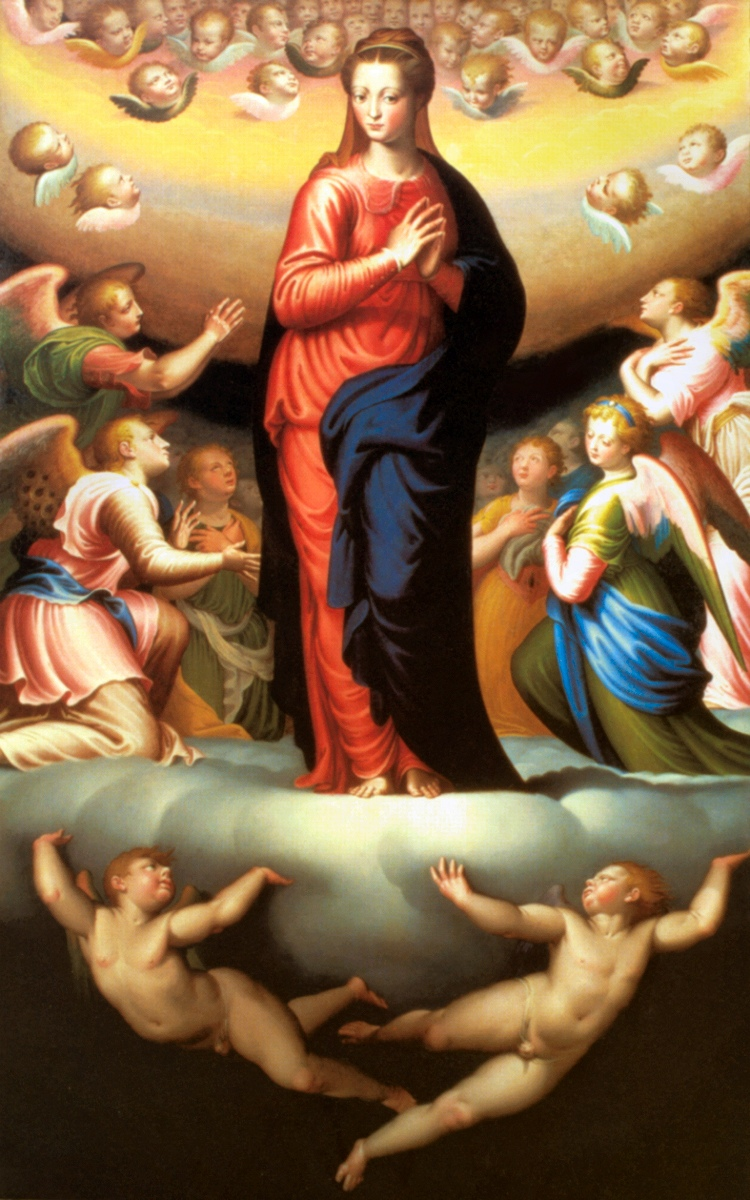
Assunzione (Cremona, Museo civico Ala Ponzone)
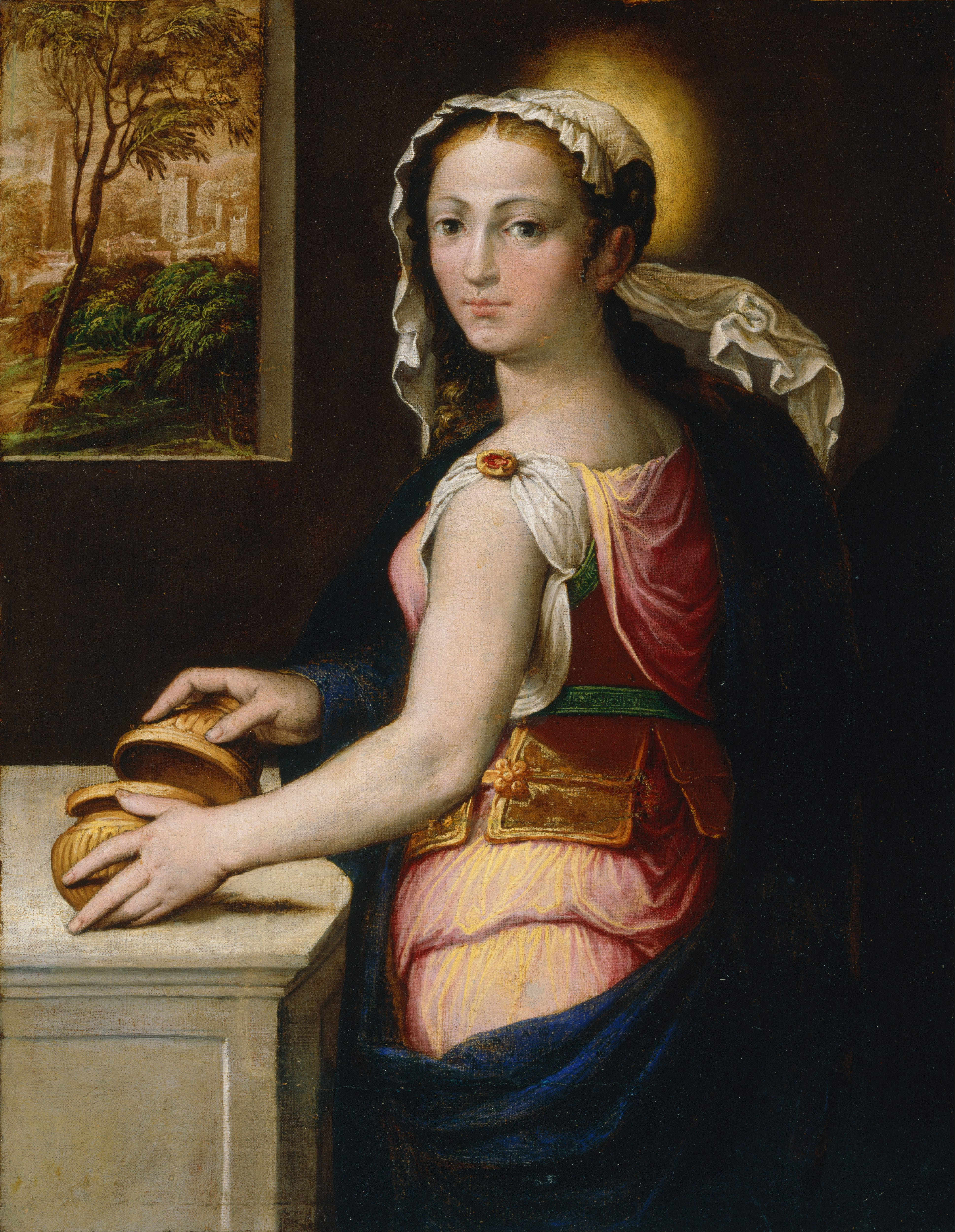
Maria Maddalena
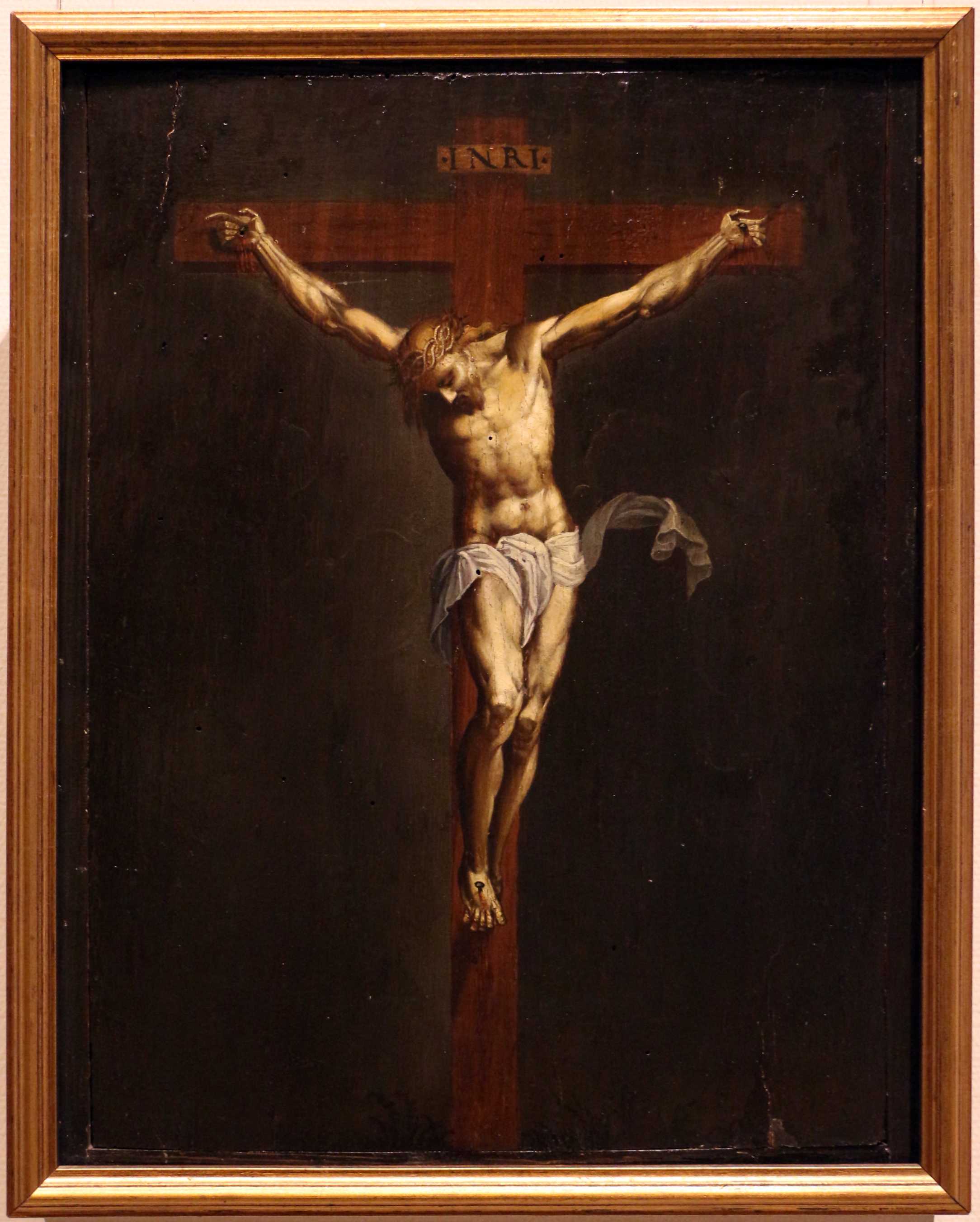
Crocifissione, 1584
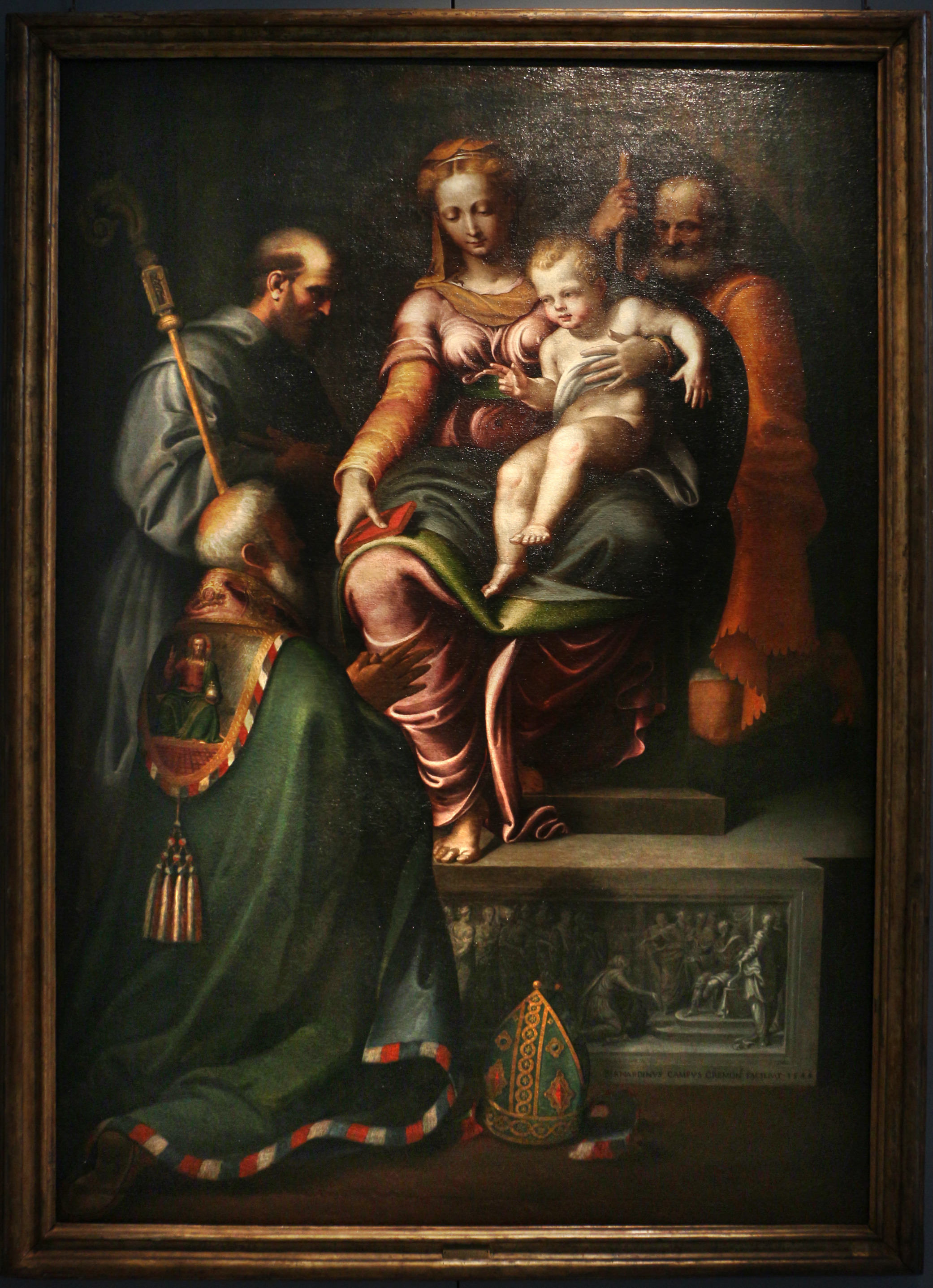
Madonna in trono con i santi Francesco Benedetto e Giuseppe,1548
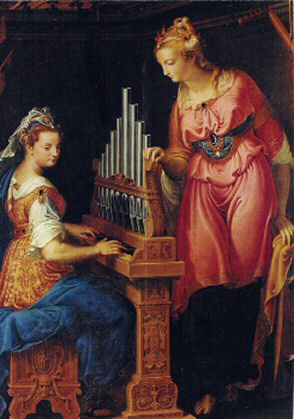
Sante Cecilia e Caterina nella chiesa di San Sigismondo a Cremona
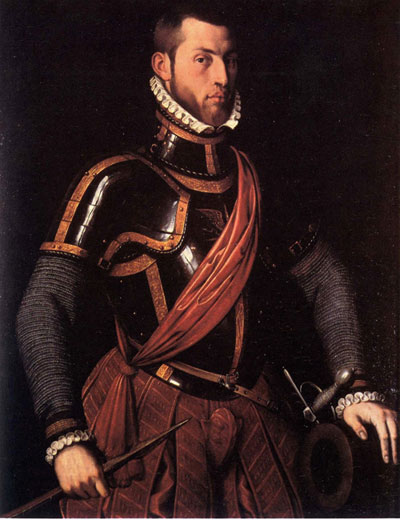
Ritratto di Vespasiano Gonzaga, 1559
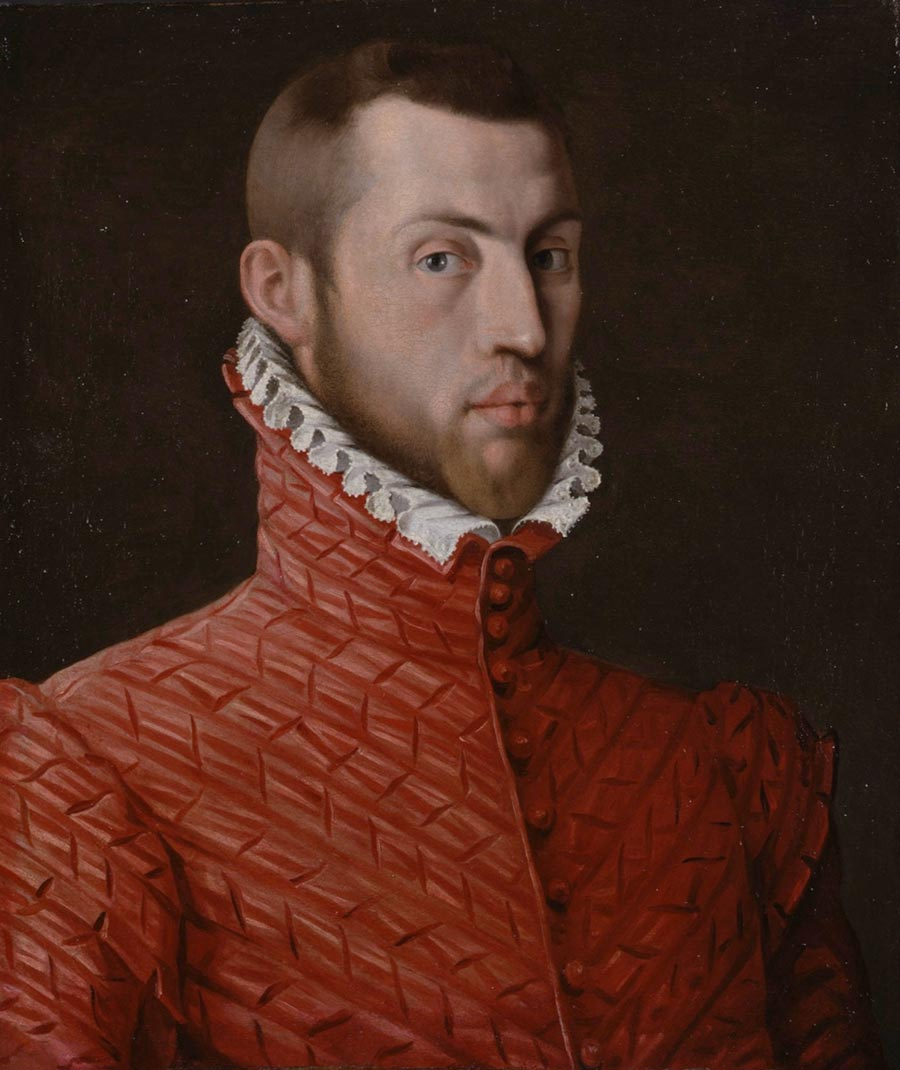
Ritratto di Vespasiano Gonzaga (attribuito), 1582 ca.
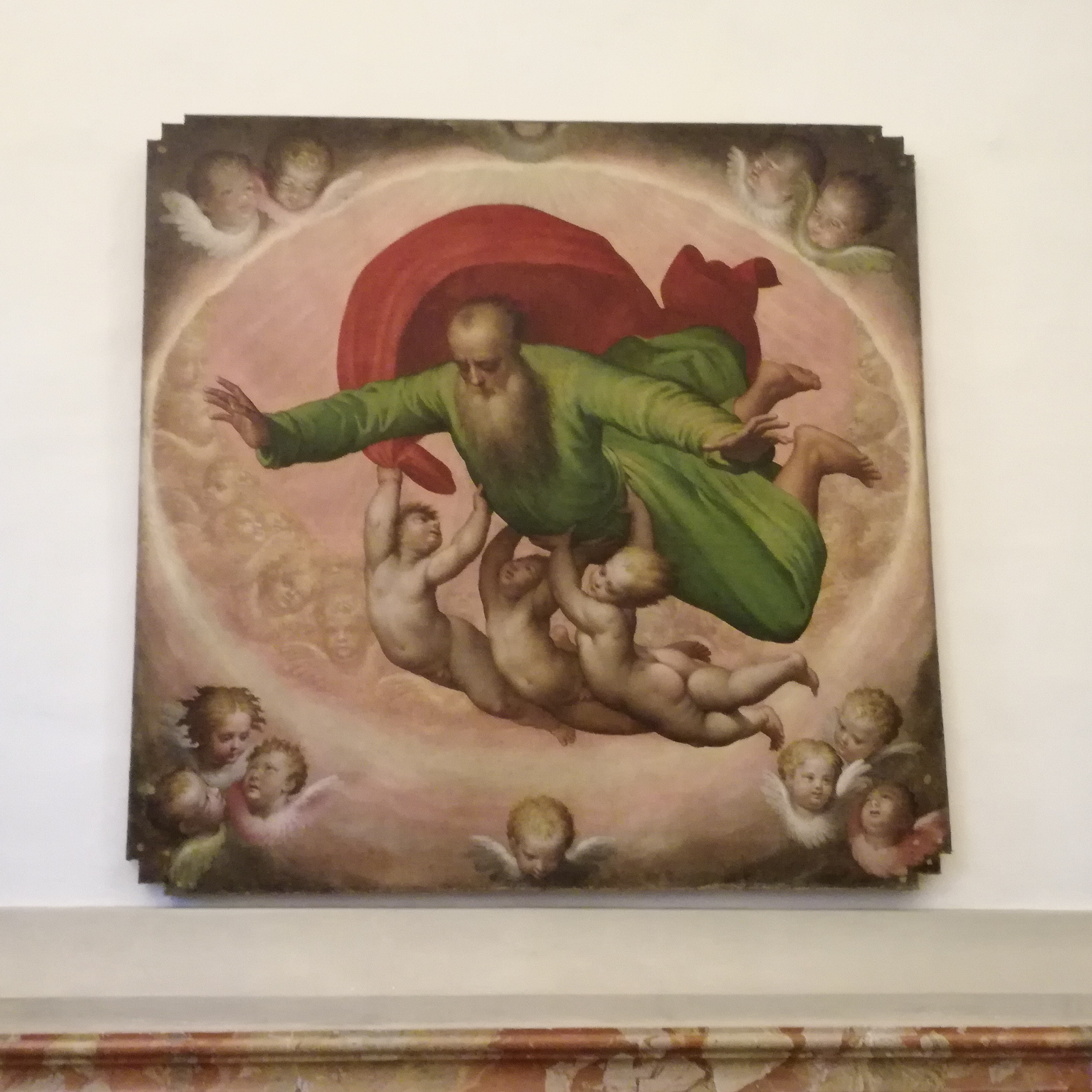
Dio padre e i cherubini, 1576, Museo della Certosa di Pavia.
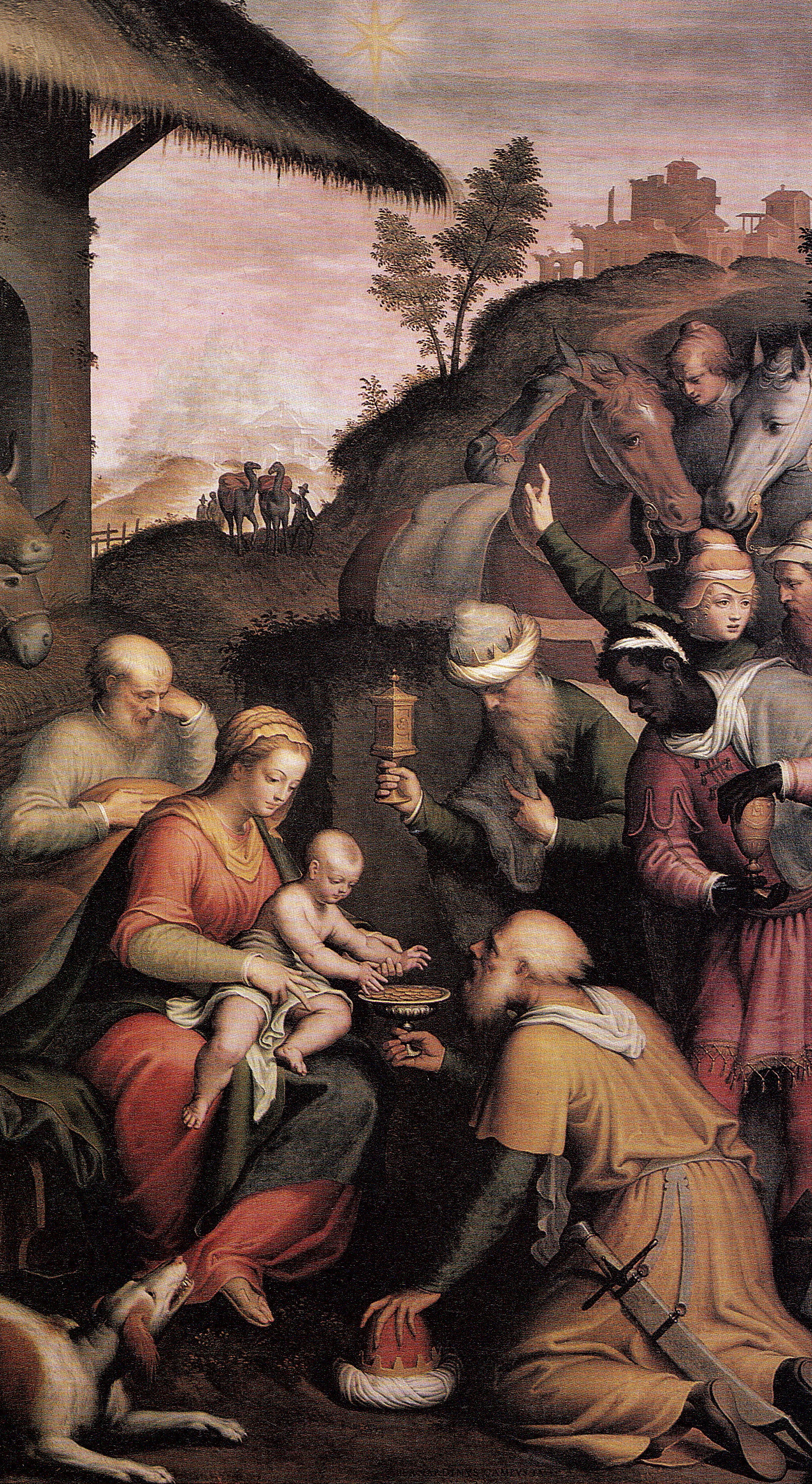
Adorazione dei magi Santuario di Santa Maria della Croce
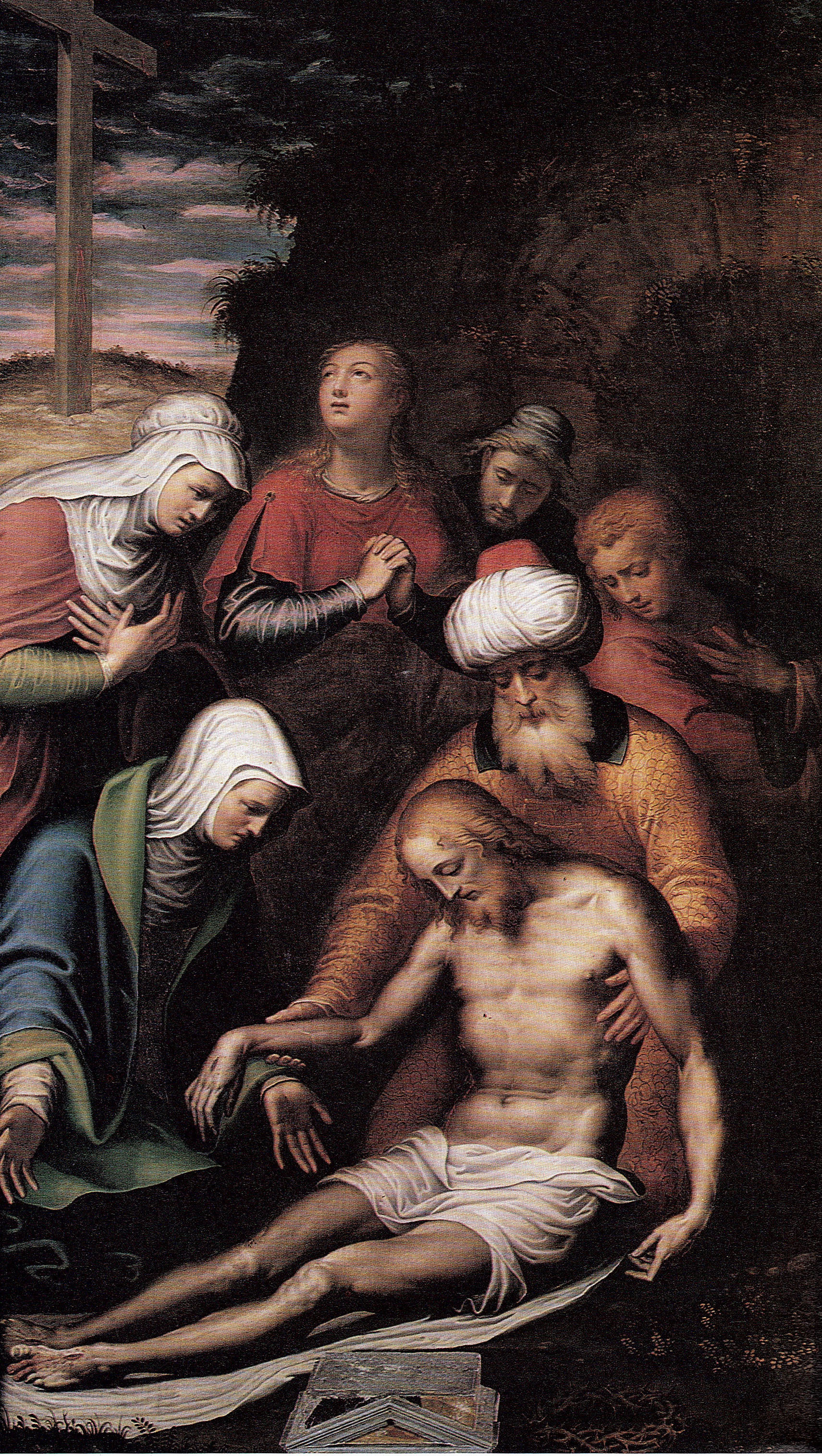
Pietà Santuario di Santa Maria della Croce